# ألبرخت من بروسيا
الأمير ألبرخت من بروسيا (بالألمانية: Albrecht von Preußen)‏ (و. 1809 – 1872 م) هو ضابط، وسياسي من بروسيا، وألمانيا، ولد في كونيغسبرغ، ويحمل رتبة عسكرية فريق أول، وكولونيل عام، وفيلد مارشال، توفي في برلين، عن عمر يناهز 63 عاماً.

## مناصب
تولى منصب Member of the Customs Parliament ‏
.

## جوائز
حصل على جوائز منها:
- نيشان فرسان العقاب الأسود
- وسام القديس جورج من الدرجة الرابعة  [لغات أخرى]‏
- نيشان فرسان القديس أندراوس
- نيشان القديس  ألكسندر نيفيسكي  [لغات أخرى]‏
- وسام القديس جورج من الدرجة الثالثة  [لغات أخرى]‏